# Daweri
Daweri (bułg. Давери) – wieś w Bułgarii, w obwodzie Wielkie Tyrnowo, w gminie Elena. W 2024 roku liczyła 10 mieszkańców.